# عبد الرحمن شير خان
عبد الرحمن شير خان (مواليد 10 أبريل 2002)، لاعب كرة قدم قطري يلعب كلاعب وسط في نادي السيلية.

## مسيرة اللاعب
لعب في الفئات السنية في نادي الريان و لعب بعدها مع نادي الغرافة ونادي لوسيل ونادي الخريطيات ونادي السيلية.